# Wyższe Seminarium Teologiczne im. Jana Łaskiego w Warszawie
Wyższe Seminarium Teologiczne im. Jana Łaskiego w Warszawie – seminarium teologiczne Kościoła Ewangelicko-Metodystycznego w Polsce.

## Historia
Seminarium metodystyczne swymi korzeniami sięga roku 1922. Zostało wówczas założone przez biskupa Williama Beauchampa pod nazwą Szkoła Biblijna. W czasie II wojny światowej uczelnia funkcjonowała jako podziemna Szkoła Biblijna. Seminarium otwarto ponownie w 1946 w budynku przy ul. Mokotowskiej w Warszawie. W 1983 Seminarium zostało zreorganizowane. Rektorem został mianowany ks. Adam Kleszczyński, który pełnił tę funkcję do 2009. Następnie funkcję rektora pełnił ks. dr Edward Puślecki, zaś w latach 2012–2013 – ks. Józef Bartos i ponownie przez 3 lata ks. dr Edward Puślecki. Od 2016 roku rektorem jest ks. sup. Józef Bartos  z Krakowa.
Seminarium nosi imię działającego za granicą polskiego reformatora Jana Łaskiego.

## Siedziba
Budynek uczelni znajduje się przy ul. Słonecznej 12 B w Konstancinie-Jeziornie, zaś biura szkoły przy ul. Mokotowskiej 12 w Warszawie.